# Anastacia (álbum)
Anastacia é o terceiro álbum de estúdio e homónimo da cantora pop Anastacia lançado na Europa e na Austrália em 29 de março de 2004 e no Japão, em 9 de junho de 2004. o álbum alcançou o top das paradas em vários países, incluindo o Reino Unido, Alemanha, Países Baixos, Bélgica, Grécia e Austrália, ele acabou vendendo cinco milhões de cópias em todo o mundo. O álbum nunca foi lançado nos Estados Unidos, apesar dos planos para relançar o álbum em 30 de agosto de 2005, com uma música diferente da versão europeia que substituiria "Sexy Single" com o Lado B "Underground Army". Os planos foram cancelados por motivos desconhecidos, provavelmente devido a má recepção no gráfico das rádios americanas de "Left Outside Alone".

## Acontecimentos
Em Janeiro de 2003, Anastacia tinha descoberto que tinha câncer de mama quando ela se preparava para a cirurgia de redução de mama. Anastacia posteriormente criou a fundação "The Breast Cancer Research Foundation" para promover a sensibilização do câncer de mama entre as mulheres mais jovens.
Após esta experiência traumática, Anastacia gravou o seu terceiro álbum de estúdio em Setembro de 2003 o nomeando de "Anastacia" trabalhando com Glen Ballard, Dallas Austin e David A. Stewart e o lançando em 2004.

## Superando o câncer
Anastacia diz na sua página oficial que a sua doença tornou mais difícil a gravação do álbum.
| “ | "… a experiência não foi agradável. Eu costumo olhar para o lado bom das coisas, mas até agora nada sobre como fazer essa gravação foi positiva para mim. Meu médico me disse que eu iria estar cansada, não estúpida. Eu não conseguiria escrever sobre qualquer coisa. Eu ia escrever um verso e em seguida eu não conseguia escrever o refrão ou eu não conseguia gravar, por que eu não conseguia falar, eu não conseguia pensar, eu estava totalmente fora de mim. Os médicos disseram que eu ia estar cansada, mas é claro que eu estava cansada eu tinha insônia. Foi muito difícil. | ” |

Ela lutou durante todo o processo para terminar o seu álbum, para poder lançar em Março de 2004.

## Desempenho comercial
"Anastacia" provou ser um grande álbum por atingir o topo dos gráfico de dez países, incluindo o Reino Unido, Alemanha, Países Baixos, Suíça e Austrália, e número na Itália, Espanha, Portugal e Irlanda. O single do álbum Left Outside Alone provou ser um sucesso igual ao álbum, chegando ao topo das paradas na Itália, Áustria, Suíça e Austrália, os cinco primeiros no "Europeu Singles Chart" na Austrália e no Reino Unido. O álbum também gerou mais três singles "Sick and Tired", "Welcome to My Truth" e "Heavy on My Heart". "Sick and Tired" foi o maior hit entre os três, alcançando o topo das paradas nos países da Europa, combinando com o sucesso de "Left Outside Alone". "Welcome to My Truth" colocou pela primeira vez Anastacia no topo das paradas na Espanha com vendas moderadas na europeia airplay. "Heavy on My Heart" não teve um sucesso muito grande, mais todos os lucros com o single foram doados para a sua fundação.

## Faixas
1. "Seasons Change" (Anastacia, Kara DioGuardi, John Rzeznik) – 4:17
2. "Left Outside Alone" (Anastacia, Dallas Austin, Glen Ballard) – 4:17
3. "Time" (Anastacia, Austin, Ballard) – 3:33
4. "Sick and Tired" (Anastacia, Austin, Ballard) – 3:30
5. "Heavy on My Heart" (Anastacia, Billy Mann) – 4:26
6. "I Do" (com Sonny Sandoval) (Anastacia, DioGuardi, Lukas Burton, Danny Weissfeld) – 3:04
7. "Welcome to My Truth" (Anastacia, DioGuardi, John Shanks) – 4:03
8. "Pretty Little Dum Dum" (Anastacia, Ballard, DioGuardi) – 4:37
9. "Sexy Single" (Anastacia, David A. Stewart) – 3:52
10. "Rearview" (Anastacia, DioGuardi, Shanks) – 4:12
11. "Where Do I Belong" (Anastacia, DioGuardi, Patrick Leonard) – 3:26
12. "Maybe Today" (Anastacia, Stewart) – 5:15

### Edição Limitada
Uma edição deste álbum foi lançado com um DVD bônus. O DVD inclui "Making of Anastacia", "Europa 2002 Promo Tour", e uma galeria de fotos.

## B-Sides (Lados B)
- "Get Ready" — Single "Left Outside Alone"
- "Twisted Girl" — Single "Sick and Tired"
- "Saddest Part" — Single "Welcome to My Truth"
- "Underground Army" — Single "Heavy on My Heart"
- "Trop Lourd Dans Mon Coeur" - Uma versão francesa do single "Heavy on My Heart" lançada juntamente com o original.

## Histórico de lançamento
| País        | Data           | Grávadora |
| ----------- | -------------- | --------- |
| Reino Unido | March 29, 2004 | Epic      |
| França      | March 29, 2004 | Sony BMG  |
| Itália      | March 29, 2004 | Sony BMG  |
| Alemanha    | March 29, 2004 | Sony BMG  |
| Suíça       | March 29, 2004 | Sony BMG  |
| Austrália   | March 29, 2004 | Sony BMG  |
| Japão       | June 9, 2004   | Sony BMG  |

## Desempenho

### Posições
| Tabela musicais (2004)                | Melhor posição |
| ------------------------------------- | -------------- |
| Australian ARIA Albums Chart          | 1              |
| Austrian Albums Chart                 | 1              |
| Belgian Ultratop 50 Albums (Flanders) | 1              |
| Belgian Ultratop 50 Albums (Wallonia) | 5              |
| Danish Albums Chart                   | 1              |
| Dutch Albums Chart                    | 1              |
| European Top 100 Albums               | 1              |
| Finnish Albums Chart                  | 3              |
| French SNEP Albums Chart              | 14             |
| German Albums Chart                   | 1              |
| Hungarian Mahasz Albums Chart         | 4              |

| Tabela musicais (2004)          | Melhor posição |
| ------------------------------- | -------------- |
| Irish Albums Chart              | 2              |
| Italian FIMI Albums Chart       | 2              |
| New Zealand RIANZ Albums Chart  | 26             |
| Norwegian Albums Chart          | 1              |
| Polish Albums Chart             | 16             |
| Portuguese Albums Chart         | 2              |
| Spanish PROMUSICAE Albums Chart | 2              |
| Swedish Albums Chart            | 1              |
| Swiss Albums Chart              | 1              |
| UK Albums Chart                 | 1              |

### Tabelas musicais de fim-de-ano
- Austrian Álbum Top 100: #2 (2004).
- Belgian UltraTop 100: #6 (2004).
- Dutch Álbum Top 100: #2 (2004), #99 (2005).
- German Álbum Top 100: #1' (2004), #55 (2005).
- Hungarian Álbum Top 40: # 20 posição no gráfico; #32 como vendas (2004)
- Spanish Álbum Top 50: #8 (2004).
- Swiss Álbum Top 100: #1 (2004), #94 (2005).
- United Kingdom: #6 (2004)
- Anastacia actualmente em picos #90 no "Best of Alltime Albums" na Suécia.

## Certificação
| País          | Certificador | Certificação | Vendas    |
| ------------- | ------------ | ------------ | --------- |
| Austrália     | ARIA         | 2× Platina   | 140,000   |
| Áustria       | IFPI         | 2× Platina   | 40,000    |
| Bélgica       | IFPI         | Ouro         | 15,000    |
| Dinamarca     | IFPI         | Platina      | 30,000    |
| Europa        | IFPI         | 3× Platina   | 3,000,000 |
| Finlândia     | IFPI         | Platina      | 35,089    |
| França        | SNEP         | Ouro         | 260,000   |
| Alemanha      | IFPI         | 4× Platina   | 800,000   |
| Hungria       | Mahasz       | Ouro         | 3,000     |
| Países Baixos | NVPI         | Platina      | 60,000    |
| Noruega       | IFPI         | Platina      | 30,000    |
| Portugal      | AFP          | Ouro         | 10,000    |
| Espanha       | PROMUSICAE   | 2× Platina   | 160,000   |
| Suécia        | IFPI         | Platina      | 40,000    |
| Suíça         | IFPI         | 3× Platina   | 120,000   |
| Reino Unido   | BPI          | 4× Platina   | 1,200,000 |